# دنيس إل. جونز
دنيس إل. جونز (بالإنجليزية: Dennis L. Jones)‏ هو سياسي أمريكي، ولد في 5 أبريل 1941 في إيري في الولايات المتحدة. حزبياً، نشط في الحزب الجمهوري. وقد انتخب عضو مجلس ولاية فلوريدا وانتخب عضو مجلس نواب فلوريدا.